# Gledališče (zgradba)
Gledališče, tudi teater, je zgradba, namenjena delovanju gledališke, to je umetniške ustanove, ki skrbi za predvajanje dramskih in glasbenih predstav. Objekt zagotavlja prostor za izvajalce, tehnično opremo in delavce kot tudi za občinstvo. 
Obstaja več tipov gledališč, vse glede na vrsto predstav. Gledališča so lahko zgrajena posebej za določeno vrsto produkcije, lahko služijo za bolj splošne potrebe ali je nenamenski prostor mogoče prilagoditi za uporabo gledališke dejavnosti. Lahko so amfiteatri na prostem ali bogato okrašeni, podobna katedralam ali preprostih oblik, brez okrasja ali kot eksperimentalno gledališče. Nekatera gledališča imajo lahko fiksen prostor za predstave (v večini gledališč je to oder), medtem ko nekatera gledališča, kot na primer eksperimentalna, omogočajo režiserju in scenografu zgraditi prostor, primeren konkretni predstavi. 

## Osnovni elementi gledališke zgradbe

### Oder
Med najpomembenjšimi prostorskimi elementi je prostor za igranje, imenovan oder. V nekaterih gledališčih, posebej v scenskem gledališču, areni in amfiteatru, je to območje fiksen del zgradbe. V eksperimentalnem gledališču je površina za igranje nedefinirana, tako da lahko za vsako predstavo posebej prilagodijo prostor za igro. 
Poleg odra so prostori tudi za in ob odru. To so krila na obeh straneh odra, imenovana zaodrje, kjer je prostor za rekvizite, kulise in drugo potrebno opremo za predstavo, kot tudi prostor za igralce, ki čakajo na nastop. V zaodrju je lahko tudi prostor za koordinatorja predstave oziroma šepetalca (žargonsko suflerja). Amfiteater ima lahko tudi zaodrje, medtem ko ima eksperimentalno gledališče prostore zunaj dejanskega gledališča, posebej narejene za take namene. 
Pogosto ima gledališka zgradba tudi druge prostore, namenjene izvajalcem in drugemu osebju. Prostor s pogledom na oder se lahko vključi v zgradbo, kjer je lahko prostor za razsvetljavo in zvok, podporno osebje, ki gleda predstavo in vodi naprave. Ostali prostori v stavbi so še garderoba, vadbeni prostori, prostori za konstruiranje kulis, rekvizite in kostume ter skladišče.

### Sedeži in občinstvo
Vsako gledališče zagotavlja prostor za občinstvo. Občinstvo je običajno ločeno od izvajalcev s predodrjem. Predodrje gledališč in amfiteatrov je lok, podoben odru, in je stalna značilnost zgradbe. To območje je znano kot avditorij. Pri eksperimentalnem gledališču je to področje opredeljeno tudi za izvajanje predstave.
Območja sedežev so lahko različna:
- Stojišča ali arena: nižja ravna površina, navadno pod ali na isti ravni kot oder. Beseda parter (včasih  parquet ) se včasih uporablja za imenovanje določene podskupine na tem področju. V Severni Ameriki je to običajno zadnja vrsta sedežev pod galerijo v orkestrskem delu, to lahko pomeni bodisi območje tik pred orkestrom ali celoten parter. Izraz se lahko nanaša tudi na stranske dele parterja. Beseda parterre je izpeljana iz vrtnarstva, uporaba se nanaša na vzorce zasajenih gred pri urejanju vrtov. V celotnem 18. stoletju se je izraz uporabljen tudi za gledališko občinstvo, ki zaseda parter.
- Balkon ali galerije: ena ali več vrst postavljenih sedežev na dvignjenem zadnjem delu avditorija. V večjih gledališčih so na več ravneh postavljene vrste v višino zgoraj ali zadaj nad parterjem. Prva raven se navadno imenuje dress circle ali grand circle. Naslednja stopnja je lahko loža. Druga stopnja pod glavnim balkonom je lahko mezzanine. Najvišja stopnja, včasih imenovana bogovi, še posebej v velikih opernih hiš, kjer so lahko sedeži zelo visoko in daleč od odra.
- Odrne lože: običajno so takoj ob sprednji strani in nad ravnijo odra. Pogosto so ločene z odprtim pogledom na oder, običajno sprejmejo do pet oseb. Ti sedeži običajno veljajo za najbolj prestižne."Državniške lože" ali "kraljevske lože" so včasih predvidene za dostojanstvenike.

## Zgodovina gledališke zgradbe

### Stara Grčija
Grški gledališke stavbe so imenovali théatron ("prostor za gledalce). Gledališča so bila velika, objekti na prostem, zgrajeni na pobočjih hribov. Sestavljali so jih trije glavni elementi: orchestra, skené  in prostor za občinstvo. 
Osrednji del gledališča je bila orchestra ali "prostor za ples", velika okrogla ali pravokotna površina. Orchestra je bil prostor za pevske predstave, verske obrede in za igranje. V sredini orkestra se je nahajal thyméle (oltar) (v Atenah je bil oltar posvečen Dionizu, na katerem je Dionizov svečenik pred začetkom predstave opravil očiščevalno daritev). 
Za orchestro je bila velika pravokotna stavba imenovana skené (kar pomeni "šotor" ali "klobuk"). Uporabljali so jo kot območje zaodrja, kjer so se lahko igralci preoblačili, služil pa je tudi za lokacijo dram, ki so se običajno izvajale pred palačo ali hišo. Značilnost je bila, da je skene imela dvoje ali tri vrata, ki so vodila na orchestro, iz katerih so lahko igralci vstopali in izstopali. Sprva je bil skene dobesedno šotor ali koča, pripravljen za verske prireditve in so ga podrli, ko je bila ta končana. Kasneje je skene postala stalna zgradba iz kamna, včasih pobarvana in je služila tudi kot kulisa (od tod je angleška beseda scenery). 
Pred skene je bil lahko postavljen nekakšen oder imenovan proskénion - izoblikovan in okrašen prednji del lesene zgradbe, prednik sodobnega odra. Možno je, da so igralci (v nasprotju z zborom) delovali predvsem na proskenionu, a to ni dokazano. Párodos je bila pot med gledališko stavbo in prostorom za gledalce, po kateri je prišel zbor v orkestro in igralci na proskenij. V notranjosti gledališke stavbe je bil še prostor imenovan hyposkénion.
Naraščajoče v višino iz kroga orchestre je bila publika. Občinstvo je sedelo na klopeh, zgrajenih v vrstah na brežini. Grška gledališča so lahko zgradili le na gričih, ki so bili pravilno oblikovani. Tipično gledališče je bilo veliko za okoli 15.000 gledalcev. 
Grška gledališča niso bila zaprta. Občinstvo je lahko videlo ljudi in okolico, kot tudi igralce in zbor.
|         | Atensko gledališče Dorpfeld in Reisch, Das griechische Theater (Atene, 1896), kot je predstavljeno v članku "Theatre" iz leta 1911, edicija Encyclopædia Britannica. |
| ab,     | dvojni zahodni zid. |
| bc,     | enojni zid. |
| aa, gg, | stene se končajo s krilom avditorija. |
| b, f,   | vhod |
| c,      | "katatome" (kjer se skala Akropole sreča z zidom). |
| d, e,   | diazoma. |
| fg,     | vzhodni mejni zid. |
| hh,     | sprednji zid odra. |
| i,      | fragment orkestra iz 5. st. |
| klm,    | staro zidovje (? podporni zid). |
| nn,     | stara odrska zgradba. |
| oo,     | kamnito predodrje (1. ali 2. st. pr. n. št.). |
| p,      | temelj stranskega zida. |
| qr,     | fragmenti orkestra iz 5. st. |
| s,      | portik iz 4.st. |
| t,      | star Dionizov tempelj. |

### Stari Rim
Rimljani so kopirali grški slog stavbe, vendar večinoma niso bili tako izbirčni zaradi lokacije. Gledališče so zgradili tudi iz zidov in teras, namesto da bi iskali naravno lokacijo.
Rimska gledališča so bila zgrajena po celotnem področju cesarstva od Španije do Bližnjega vzhoda. Zaradi sposobnosti Rimljanov, da vplivajo na lokalno arhitekturo, vidimo številna gledališča po svetu z edinstvenimi rimskimi atributi. Izdelana so bila iz kamna in rimskega betona.
Poznali so dve popolnoma različni strukturi, s posebnimi postavitvami, namenjene različnim dogodkom. Amfiteater ne potrebuje vrhunske akustike, za razliko od rimskega gledališča. Medtem ko je bil amfiteater namenjen dirkam in gladiatorskim prireditvam, je gledališče gostile igre, pantomimo, zborovsko petje in govore. Njihova polkrožna oblika je krepila naravno akustiko, za razliko od rimskih amfiteatrov, ki so bili zgrajeni v krogu. Gledališča praviloma niso bila pokrita. Polkrožna fasada je bila členjena s horizontalnimi venci v nadstropjih, pred njimi so stali pilastri. Arkadne odprtine so krasili kipi.

### Elizabetinska Anglija
Med elizabetinsko dobo v Angliji so gledališča gradili iz lesenih okvirjev, zapolnjenih z različnimi polnili in pokritih s slamo. Več nadstropij je obdajalo dvorišče, ki je bilo odprto. Velik del občinstva je stal na dvorišču neposredno pred odrom. Ta postavitev je izhajala iz prakse organiziranja iger na dvorišču gostilne. Arheološka izkopavanja gledališča The Rose v londonskem Bankside, zgrajenega leta 1587, so pokazala, da je imelo zunanji premer 22 metrov. Bližnji Globe Theater (1599) je bil večji in je imel 30 metrov premera. Drugi dokazi za okrogle oblike je niz iz shakespearovskih časov, ko so zgradbo imenovali "ta leseni O" in nekaj grobih lesorezov Londona.
V tem času se je prostor za igralce, kjer so čakali na nastop na odru, imenoval green room, kar  je postalo skupen termin v angleškem gledališču. 
Globe je zdaj obnovljen kot delujoče gledališče blizu svojemu prvotnemu izgledu (predvsem zaradi prizadevanj filmskega režiserja Sama Wanamakerja), dati sodobnim gledalcem idejo o okolju, v katerem so delovali Shakespeare in drugi dramatiki tistega časa.

### Zaprta gledališča
V času renesanse so bila v Italiji zagrajena prva sodobna zaprta gledališča. Njihova struktura je bila podobna antičnim gledališčem, s cavea in arhitekturno kuliso, ki je predstavljala mestno ulico. Najstarejša taka ohranjena primera sta Teatro Olimpico (1579-1580) v Vicenzi in Teatro all'antica v Sabbionetu (1590).
Na začetku 17. stoletja se je gledališče preselilo v zaprte prostore in se začelo oblikovati podobno današnjim, z odrom ločenim od občinstva s proskenijem. To je sovpadlo z vse večjim zanimanjem za scenske elemente narisane v perspektivi, kot so tiste, ki so jih ustvarili Inigo Jones, Nicola Sabbatini in družina Galli da Bibiena. Perspektiva teh elementov je bila ustrezno občutena samo na sredini zadaj dvorane, v tako imenovanem "vojvodskem stolu".
Prva zaprta gledališča so bila dvorna gledališča, odprta le za državnike in plemstvo. Prva opera odprta za javnost je bila Teatro San Cassiano (1637) v Benetkah. Italijanske operne hiše so bile model za kasnejša gledališča po vsej Evropi.

### Nemški operni vpliv
Richard Wagner je dal velik pomen elementom, ki določajo razpoloženje, kot je zatemnjeno gledališče, zvočni učinki in razporeditev sedežev (znižanje za orkester), kar omogoča gledalcu, da se osredotoči na dogajanje na odru in jih popolnoma potopi v imaginarni svet glasbene drame. Ta koncept je bil revolucionaren v tistem času, danes pa samoumeven v sodobnem opernem okolju, kot tudi mnoge druge vrste gledaliških prizadevanjih.

### Sodobna gledališča
Sodobna gledališča so pogosto netradicionalna, kot so zelo prilagodljivi prostori ali gledališča, kjer občinstvo in izvajalci niso ločeni. Glavni primer je modularno gledališče. Ta velika gledališče imajo tla in stene razdeljene v majhne gibljive odseke, s talnimi odseke na nastavljivih hidravličnih stebrih, tako da se prostor lahko prilagodi katerikoli konfiguraciji  posamezne igre. Ker so se razvili novi stili gledaliških predstav, velja želja po izboljšanju ali poustvaritvi teh. To velja tudi za umetniško in predstavitveno tehniko, kot je odrska razsvetljava. 
Posebne izvedbe sodobnih gledališč imajo: proscenij (predodrje), potisk, eksperimentalni oder, gledališče v krogu, amfiteater in prizorišče. V klasičnem indijskem plesu Natya šastri opredeljuje tri vrste odra. V Avstraliji in Novi Zelandiji je majhno in enostavno gledališče, zlasti eno v večjem kraju, imenovano theatrette. Beseda izvira iz leta 1920 iz Londona za malo glasbeno prizorišče.
Gledališke predstave lahko potekajo tudi v mestih, prilagojenih za druge namene, kot so železniški vagoni, tovarne, .... V zadnjih letih je Edinburgh Fringe videl predstave v dvigalu in taksiju.